# Boyacá Chicó Femenino
El Boyacá Chicó Femenino es el equipo femenino del Boyacá Chicó. Juega en la ciudad de Yopal en el departamento de Casanare y en la temporada 2023 hace su debut en la Liga Profesional Femenina de Fútbol de Colombia.

## Historia
El 20 de enero de 2023 el club Boyacá Chicó anunció en redes sociales que por primera vez tomarán parte de la Liga Femenina de Colombia, confirmándose por parte de la Dimayor el 24 de enero de 2023 antes del sorteo oficial de la competencia.

## Datos históricos
- Temporadas en Liga: 1 (2023)
- Mejor puesto:
  - 12° (2023)
- Mayor goleada a favor: 
  - 2-0 sobre Independiente Medellín el 16 de abril de 2023 en Yopal.[4]
- Mayor goleada en contra:
  - 0-3 contra América de Cali el 26 de marzo de 2023 en Yopal.[5]

## Jugadoras

### Plantilla 2023
- Jugadora a servicio de la Selección Colombia Femenina.